# Roland Fantom X
Le Fantom X est un synthétiseur numérique produit par le constructeur japonais Roland de 2004 à 2008. Il succède au Fantom S et précède le Fantom G.

## Versions
Il existe cinq versions du Fantom X.
Les quatre premières versions, XR, X6, X7 et X8, sont introduites en 2004 et ne diffèrent que par leur clavier, inexistant chez le premier (un rack), et de respectivement 61, 76 et 88 touches pour les trois derniers, le toucher du clavier 88 se rapprochant plus de celui d'un piano mécanique.
La dernière version, Xa, est introduite en 2005. Il s'agit d'un synthétiseur plus compact, avec un petit écran, un clavier 61 touches et seulement 10 pads, contre 16 pour les autres versions (à l'exception du XR qui n'en avait pas). Ses spécifications sont de manière générale légèrement en retrait par rapport aux autres versions.

## Caractéristiques
Le Fantom X dispose d'une polyphonie de 128 notes et est multitimbral à 16 canaux.